# Sättigung (Elektronik)
Als Sättigung (auch Sättigungsbetrieb) wird der vollständig leitende Zustand bei Halbleiterelementen wie Bipolar-Transistoren bezeichnet.
Bevor ein Halbleiter in die Sättigung kommt, geht dieser zuerst in die sogenannte Kompression.
Kompression bedeutet, dass die Verstärkung (Gain) eines Verstärkers mit größer werdender Eingangsleistung abnimmt.

## Beschreibung
Eine Erhöhung der Steuerspannung oder des Steuerstromes bewirkt keine nennenswerte Änderung des Ausgangssignals.
Befindet sich der Transistor in Sättigung, ist die Kollektor-Emitter-Spannung kleiner als seine Basis-Emitter-Spannung {\displaystyle U_{BE}}.

Die Sättigungsspannung {\displaystyle U_{CE_{sat}}} ist von der Übersteuerung, der Vorwärtsverstärkung und der Inversverstärkung des BJT abhängig und kann bis auf wenige zehn mV sinken.
Ein Transistor wird bewusst in Sättigung betrieben, wenn dieser als Schalter eingesetzt wird.

## Auswirkungen auf eine Schaltung

### Statische Signale
Als statische Signale werden hier Signale bezeichnet, deren Frequenz klein und somit keinen Einfluss auf die Schaltung haben.
In der Messtechnik ist die Sättigung bzw. Kompression eines Verstärkers von Bedeutung.
Wird ein Verstärker durch einen zu hohen Eingangspegel in die Kompression oder gar in Sättigung getrieben, misst man ein viel zu kleines Eingangssignal.
Um das Signal dennoch korrekt messen zu können, muss einfach ein entsprechend großes Dämpfungsglied vor den Eingang des Verstärkers geschaltet werden. Die korrekte Eingangsleistung ist dann das gemessene Signal plus die Dämpfung des vorangeschalteten Dämpfungsgliedes. Bei vielen Messgeräten lässt sich diese Dämpfung einstellen, so dass automatisch das richtige Ergebnis angezeigt wird.

### Dynamische Signale
Beim Übertragen von Signalen ist der Sättigungsbetrieb von großem Nachteil.
Bei hohen Frequenzen, also bei schnellen Schaltvorgängen, kann der Kollektor-Strom nicht schnell genug folgen, da der Transistor erst von der Ladungsträgerüberflutung freigeräumt werden muss. Dieser Vorgang nimmt Zeit in Anspruch, was das Ausgangssignal verfälscht. Bei zu hohen Frequenzen kann dies dazu führen, dass das Signal gar nicht erst übertragen wird.